# Sporran

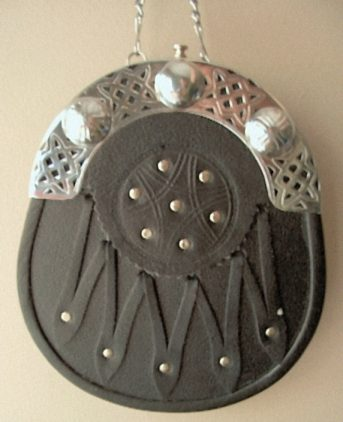
Un sporran de cuir noir.

Le sporran, mot gaélique écossais signifiant sacoche, est un élément du costume traditionnel masculin des Highlands, en Écosse. Le sporran pallie l'absence de poches du kilt. Il est issu des sacoches communément portées à la ceinture dans l'ensemble de l'Europe médiévale.

## Fabrique
Généralement réalisé à partir de cuir ou de fourrure, le sporran est doté d'ornements plus ou moins élaborés, parfois en argent. Le rabat est la partie généralement la plus ornementée ; les motifs peuvent être semblables à ceux utilisés sur la boucle de ceinture du kilt et le sgian dubh.

## Fonction
Le sporran sert de porte-monnaie et de petite sacoche. Accroché à une chaîne ou directement à la ceinture du kilt, il est traditionnellement porté devant, à la hauteur de l'entrejambe, mais est parfois rejeté sur la hanche lors d'activité où il encombrerait le porteur,.

## Différents types de sporrans
- Les Day Sporrans sont de simples poches de cuir marron ou noir, peu ornées en dehors de trois pampilles de cuir et d'entrelacs simples gravés dans le rabat.

- Les Dress Sporrans sont plus grands que les précédents, et plus ornementés. Les exemplaires de l'époque victorienne sont ostentatoires, très différents des sporrans simples des XVIIe siècle et XVIIIe siècle. Le haut du rabat est habituellement en chrome ou en argent et le devant porte des pampilles de fourrure. Le rabat peut porter des entrelacs complexes ou des symboles, voire encore des pierres précieuses.

- Les Horsehair Sporrans sont exclusivement portés avec les tenues des régiments. Les joueurs de cornemuse portent souvent des sporrans avec de longs crins.